# Kuroka
Kuroka è un municipio dell'Angola appartenente alla provincia di Cunene. Ha 71.860 abitanti (stima del 2006) ed una superficie di 9.725 km².